# John Sykes (polityk)
John David Sykes (ur. 24 sierpnia 1956) – brytyjski polityk Partii Konserwatywnej, deputowany Izby Gmin.

## Działalność polityczna
W okresie od 9 kwietnia 1992 do 8 kwietnia 1997 reprezentował okręg wyborczy Scarborough w brytyjskiej Izbie Gmin.